# Dicranomyia vicarians
Dicranomyia vicarians är en tvåvingeart som först beskrevs av Ignaz Rudolph Schiner 1868.  Dicranomyia vicarians ingår i släktet Dicranomyia och familjen småharkrankar. Inga underarter finns listade i Catalogue of Life.